# Josef Žák
Josef Žák (* 20. července 1957, Kraslice) je český římskokatolický kněz, bývalý generální vikář plzeňské diecéze, dnes spirituál pražského semináře.

## Život
Kněžské svěcení přijal 29. června 1985 v Praze. Poté působil jako farní vikář plzeňského arciděkanství a v letech 1989 až 1993 byl duchovním správcem v Rokycanech. Od 15. července 1993 se stal prvním generálním vikářem nově vzniklé plzeňské diecéze, ze svých dosavadních ustanovení byl uvolněn k 1. září 1993. Když ze zdravotních důvodů nemohl svou funkci vykonávat (generálním vikářem byl do srpna 1996), zastupoval ho od podzimu 1996 Pavel Adrián Zemek, OPraem, který jej nakonec od 1. února 1997 v úřadu generálního vikáře nahradil. Josef Žák se stal biskupským vikářem pro pastoraci, a poté, co se ze zdravotních důvodů vzdal i této funkce, byl od 1. září 1997 ustanoven administrátorem v Mýtě a výpomocným duchovním ve farnostech Rokycany a Osek.
V roce 1999 se stal duchovním správcem v Plánici a od 1. prosince 1999 také administrátorem excurrendo ve farnostech Neurazy, Němčice a Žinkovy. Dne 15. dubna 2004 byl jmenován čestným občanem města Plánice. Farářem v Plánici a administrátorem excurrendo ve farnosti Neurazy zůstal až do 30. června 2005 a následně se od 1. července 2005 stal biskupským vikářem – spirituálem kněží a jáhnů plzeňské diecéze. Po úmrtí generálního vikáře Roberta Falkenauera byl s účinností od 8. září 2011 opět jmenován generálním vikářem plzeňské diecéze. Od 1. července 2016 se stal spirituálem pražského semináře, ve funkci generálního vikáře jej vystřídal Krzysztof Dędek.